# Münzen von Elis
Von der antiken Stadt Elis wurden verschiedene Serien von Silbermünzen in einem umfangreichen Ausmaß geprägt. Die Statere waren Doppeldrachmen und orientierten sich in ihrem Münzfuß am Aiginetischen Standard mit einem Gewicht von ca. 12,2 g. Die Stücklungen umfassten Drachme, Hemidrachme und Obol. Kleinere Fraktionen wurden jedoch in einem wesentlich geringeren Umfang ausgemünzt und spielten bei der Emission eine untergeordnete Rolle.

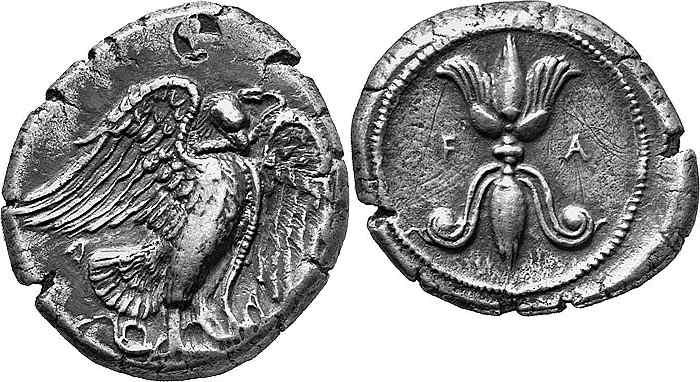
Stater aus Olympia, ca. 432–421 v. Chr.

## Numismatische Geschichte
Die Prägung elischer Münzen setzt höchstwahrscheinlich kurz nach der Gründung der Stadt Elis um 471 v. Chr. ein. In dieser Zeit fand offenbar eine umfangreiche Neustrukturierung des Stammesverbandes statt. So lässt der daraufhin begonnene Bau des Zeustempels in Olympia einen anwachsenden Wohlstand der Eleer vermuten. Dieser zunehmende politische Geltungsanspruch der Polis kann als ein wichtiger Aspekt für den Herstellungsbeginn einer eigenen repräsentativen Münzserie betrachtet werden.
Wie auf dem übrigen Peloponnes setzte in der ersten Hälfte des 4. Jahrhunderts v. Chr. eine Art Blütezeit in der Münzprägung ein. Nach dem Ende des Peloponnesischen Krieges, der große Auswirkungen auf die lokale Wirtschaft hatte, wurde nun einzelnen politischen Entitäten mehr Unabhängigkeit zugestanden. Das führte jedoch zu einem Konflikt zwischen Elis und dem Arkadischen Bund, der 365 v. Chr. das elische Gebiet angriff. Olympia wurde besetzt und eine Art „Marionettenregime“ in Pisa etabliert, das die Kontrolle über das Heiligtum übernehmen sollte. Als Bezahlung der arkadischen Protektoren kam es in der Folge zur Prägung der einzig bekannten peloponnesischen Goldmünzen (Trihemiobole und Obole). Für diese Prägungen wurde jedoch das Gold aus dem Tempelschatz missbraucht, was andere Poleis als Sakrileg ansahen, die daraufhin den Arkadischen Bund zur Aufgabe der Besatzung zwangen.
Nach dieser kurzen Zwischenphase prägten die Eleer weitere unabhängige Münzserien bis zum Ende des dritten Jahrhunderts v. Chr. Spätestens 191 v. Chr., nachdem Elis gezwungen worden war, dem Achaiischen Bund beizutreten, endete die Prägung der für Elis spezifischen Silberstatere.

## Tempelprägungen?
Fast alle elischen Münzen besitzen einen direkten motivischen Bezug auf die beiden olympischen Hauptgottheiten Zeus und Hera. Die Münzprägung der Eleer steht demnach in einer engen Beziehung zu Olympia, dem Hauptheiligtum der Region. C. T. Seltman leitete daraus 1913 die Vorstellung ab, dass es sich bei den elischen Münzen um sogenannte „Tempelprägungen“ handle. Seitdem sind zahlreiche Numismatiker dieser Theorie gefolgt. Laut dieser Ansicht lassen sich zwei separate Prägestätten ausweisen, je nachdem auf welche Gottheit das Vorderseitenmotiv Bezug nimmt. Es gab also sowohl für den Zeus- als auch für den Heratempel eine zugehörige Werkstatt, in welcher die entsprechenden Münzen produziert wurden.
Es liegt nahe, als Prägeort Olympia und nicht die Stadt Elis anzunehmen, schließlich sind weder Zeus noch Hera Hauptgottheiten von Elis. Olympia war von zentraler Bedeutung für den Stamm der Eleer. Neben den Olympischen Spielen fanden auch staatliche Hoheitsakte auf dem Gebiet des Heiligtums statt. Zudem wurde während der Spiele regelmäßig ein großer Markt abgehalten. Im Heiligtum musste ganzjährig für den Unterhalt zahlreicher Besucher, Pilger und Reisender Sorge getragen werden. Besonders die Zeit der Festspiele war mit einem großen organisatorischen Aufwand für die ausrichtenden Eleer verbunden. Daraus folgerte ein überproportional hoher Bedarf an Münzen, was den Nutzen von lokal operierenden Prägewerkstätten auf dem Gebiet des Heiligtums erklären könnte. Der elische Staat hatte die Möglichkeit festzulegen, dass nur Münzen nach elischen Standard für Finanzgeschäfte innerhalb Olympias und auf dem Markt benutzt werden durften. Unter diesen Gesichtspunkten konnten beim Betreten des Heiligtums überregionale in die lokalen Münzfüße umgetauscht werden. Einen großen Teil des Metalls für Schrötlinge, um eigene Münzen zu prägen, lieferte daher möglicherweise das Einschmelzen von Münzen anderer Griechischer Städte.
Der Vermutung, die Herstellung der elischen Münzen nach Olympia zu verorten, kann entgegengehalten werden, dass industrielle Aktivitäten in einen Heiligtum eher unpassend erscheinen. Bisher haben die deutschen Ausgräber Olympias zudem keinerlei archäologische Spuren, die auf eine Münzproduktion hinweisen, finden können. Es ist allerdings nicht auszuschließen, dass sich die Prägewerkstätten weiter außerhalb in der Peripherie des Heiligtums befunden haben könnten. 
Ebenso kann die Frage, ob die einzelnen Prägungen sich separat den jeweiligen Tempeln zuordnen lassen, bisher nicht endgültig geklärt werden. „Tempelprägungen“ wurden höchstwahrscheinlich aus den finanziellen Mitteln eines Heiligtums, dem sogenannten „Tempelschatz“ des Gottes, geprägt. Als Prägeherr würde dabei normalerweise der Name des Gottes im Genitiv auf den Münzen angegeben. Es ist jedoch auf keiner olympischen Prägung der Name des Zeus  (griechisch ΔΙΟΣ) oder der Hera (griechisch ΗΡΑΣ) zu finden. Stattdessen weist die Legende (ϜΑ) den Stamm der Eleer als für die Münzprägung verantwortlich aus. Die Kopplung von Münzdarstellung und Tempel lässt sich nicht mit letzter Sicherheit beweisen. So könnte das Bildnis der Hera auf einigen elischen Münzen nur eine von verschiedenen motivischen Facetten darstellen, die sich auf den olympischen Hauptgott Zeus beziehen.

## Motive und Datierung der Münzen
Die Münzserien von Elis beeindrucken durch ihre künstlerische Qualität und die Vielfalt der dargestellten Motive. In der Forschung ist die chronologische Einordnung der einzelnen Serien innerhalb des Prägezeitraums umstritten. Die meisten Versuche stützen sich nach wie vor auf die bereits 1921 von Seltman numismatisch erarbeitete relative Chronologie. Ein Problem für die Datierung und das Aufstellen einer absoluten Chronologie stellen die oftmals fehlenden Stempelkopplungen dar, weshalb sich Seltman zusätzlich an stilistischen Kriterien orientieren musste, die in ihrer zeitlichen Abfolge nicht mit letzter Sicherheit bestimmbar sind.
Vor allem hinsichtlich der Prägerhythmen und der Münz-Emission, die anscheinend nicht weit über das Kernland hinausging, ist die Frage von Bedeutung, ob die Eleer nur bzw. bevorzugt im Zusammenhang mit dem Ausrichten von olympischen Spielen Münzen prägten. Die Beziehung zwischen den emittierten Prägungen und den Spielen ist nicht erwiesen und es ist daher problematisch, die Münzen mit bestimmten Olympiaden chronologisch in Verbindung zu bringen. Zudem ist anzunehmen, dass der elische Staat neben den Spielen auch andere wichtige Gründe für die Etablierung eines eigenen Münzwesens hatte (z. B. Baumaßnahmen in Elis und Olympia). 
Um die einzelnen Bildmotive voneinander abzugrenzen, erscheint es sinnvoll, sie in verschiedene Prägephasen einzuordnen.
Als die früheste elische Prägung nach 471 v. Chr. gilt eine Münzserie, die auf dem Avers ausnahmslos den Adler des Zeus abbildet. Dieses Bildthema wird dabei ungefähr 50 Jahre kontinuierlich in unterschiedlichen Darstellungsweisen geprägt. Gezeigt wird stets ein Adler, der etwas erbeutet hat (Schlange, Hase, Lamm, Schildkröte). Der Adler wird entweder mit ausgebreiteten bzw. angelegten Flügel oder auf dem Boden stehend, die Beute reißend, ausgearbeitet. Zudem gibt es einige wenige porträthafte Abbildungen, auf denen nur der Kopf des Adlers zu sehen ist. Die unterschiedlichen Adlerdarstellungen gelten als ein Kriterium für die chronologische Unterscheidung einzelner Serien innerhalb der frühen Münzprägungen. 
Die Bilder sind detailreich ausgearbeitet und lassen auf eine sehr genaue Naturbeobachtung schließen. Auf dem Revers der „Adler-Münzen“ ist hauptsächlich das Blitzbündel des Zeus dargestellt. Die ornamental anmutende Abbildung der sogenannten „Feuerblume“ als Insigne des Gottes entwickelt sich zu einem standardisierten Darstellungstyp und lässt sich in geringer motivischer Varianz auch auf zahlreichen späteren Münzen finden. Ein weiteres Rückseitenmotiv, das sich sowohl auf früheren als auch auf späteren Münzen befindet, ist die Darstellung der olympischen Siegesgöttin Nike in verschiedenen Varianten. Einmal wird die geflügelte Nike dynamisch im Laufschritt einen Kranz bringend gezeigt. Auf anderen Bildern sitzt die Göttin in einer eher beruhigteren Pose auf einem Steinblock, den Kranz locker in der abgestützten Hand haltend.
Eine neue Stufe in der Abfolge der einzelnen Serien wird markiert durch die etwa gleichzeitig (ab ca. 421 v. Chr.) auftretenden Porträtköpfen des Zeus und der Hera. Zeus ist dabei stets mit Lorbeer bekränzt und bärtig dargestellt und Hera mit dem für sie typischen Diadem (Polos). Bei den Hera-Bildnissen fällt eine stilistische Veränderung auf, die auf eine chronologische Entwicklung folgern lässt. Demnach wird das Diadem auf jüngeren Münzen zunehmend schmaler. In manchen Fällen ist in Verbindung mit den Porträtköpfen rückseitig auf diesen späteren Münzen der aufrecht sitzende Adler des Zeus geprägt. Der Adler erscheint auf den Prägungen als eine Art Wappenvogel, eventuell als Anspielung auf die herrschaftliche Macht der vorderseitig abgebildeten Götterbildnisse.
Auf den letzten elischen Münzserien wird ein neuer Frauenkopf auf den Vorderseiten gezeigt. Die dargestellte nymphenartige Schönheit kann als die eponyme Heroine Olympia gedeutet werden, eine Nymphe, die möglicherweise die besondere Bedeutung der Region anmutig versinnbildlichen sollte.